# 日本リバーベンチャー選手権大会
日本リバーベンチャー選手権大会とは関東圏の大学冒険部、探検部、ラフティング部の学生が企画運営するレースラフティングの大会である。
第4回大会から利根川源流部（群馬県利根郡みなかみ町）で行われている。